# Wörthsee (comună)
Wörthsee este o comună din landul Bavaria, Germania la 15 km în nord-vest de Starnberg, capitala districtului.
Cartierele localității sunt: Auing, Etterschlag, Schluifeld, Schluisee, Steinebach am Wörthsee (până pe 2 septembrie 1953 numai Steinebach),  Walchstadt și Waldbrunn.